# Бігфут (Техас)
Бігфут (англ. Bigfoot) — переписна місцевість (CDP) в США, в окрузі Фріо штату Техас. Населення — 480 осіб (2020).

## Географія
Бігфут розташований за координатами 29°3′44″ пн. ш. 98°51′12″ зх. д. / 29.06222° пн. ш. 98.85333° зх. д. (29.062275, -98.853353).  За даними Бюро перепису населення США в 2010 році переписна місцевість мала площу 61,96 км², з яких 61,92 км² — суходіл та 0,04 км² — водойми.

## Демографія
Згідно з переписом 2010 року, у переписній місцевості мешкало 450 осіб у 172 домогосподарствах у складі 129 родин. Густота населення становила 7 осіб/км².  Було 229 помешкань (4/км²).
Расовий склад населення:
| - 87,6 % — білих - 0,4 % — чорних або афроамериканців - 0,2 % — корінних американців - 0,2 % — азіатів - 9,8 % — осіб інших рас |

До двох чи більше рас належало 1,8 %. Частка іспаномовних становила 42,7 % від усіх жителів.
За віковим діапазоном населення розподілялося таким чином: 24,4 % — особи молодші 18 років, 58,9 % — особи у віці 18—64 років, 16,7 % — особи у віці 65 років та старші. Медіана віку мешканця становила 45,0 року. На 100 осіб жіночої статі у переписній місцевості припадало 97,4 чоловіків;  на 100 жінок у віці від 18 років та старших — 102,4 чоловіків також старших 18 років.
Цивільне працевлаштоване населення становило 104 особи. Основні галузі зайнятості: будівництво — 76,0 %, виробництво — 12,5 %, освіта, охорона здоров'я та соціальна допомога — 11,5 %.